# يوسف الحكيم
يوسف الحكيم (1879- 1979) رجل قانون سوري من مدينة اللاذقية، تسلّم مناصب وزارية في عهد الملك فيصل الأول وكان نائباً لرئيس المؤتمر السوري. له مذكرات قيمة تعتبر من ركائز الكتب في تاريخ سورية المعاصر.

## نشأته
ولد يوسف الحكيم في مدينة اللاذقية وهو ابن الطبيب يعقوب الحكيم، والدته حنة بنت جرجس حبيش، من تجار التبغ ومن أصحاب كروم الزيتون في قرية بسنادا. بدأ الحكيم دراسته عند أستاذ خاص المُعلم جرجس الخوري ابن كاهن الكنيسة، فتعلم منه مبادئ اللغة العربية والحساب ثم انتقل إلى المدرسة الإنجيلية الأميركية في اللاذقية ليتابع تعليمه. دَرس الإعدادية في المكتب الإعدادي الحكومي وتخرج منه سنة 1899. عمل بعدها مُدرساً بالمكتب الإعدادي لمادة اللغة التركية براتب مئتي قرش أو ليرتين عثمانيتين شهرياً.

## العمل الحكومي
عُيّن موظفاً في ديوان العدلية حتى تموز 1904 عندما تم نقله إلى وظيفة ملازم في المحكمة. وفي 22 كانون الأول 1909 عين عضواً في محكمة لواء القدس الشريف ومن ثم انتقل إلى يافا في 9 كانون الثاني 1910، ليصبح عضواً في محكمة البداية الحائزة أيضاً على صلاحية محكمة الاستئناف بالنسبة إلى محاكم الأقضية وصلاحية محكمة الجنايات في اللواء. انتقل عام 1912 للعمل في ولاية طرابلس الشام ومنها إلى بيروت وبقي فيها ست سنوات. عين بعد ذلك مديراً لرسائل حكومة جبل لبنان مسؤولاً عن مراسلة جميع الولايات العثمانية ومخاطبتها وإبداء الرأي حول متصرفية جبل لبنان ومطالبها. وبعد اندلاع الحرب العالمية الأولى عام 1914، عُيّن يوسف الحكيم رئيساً للجنة ترجمة القوانين من التركية إلى اللغة العربية بأمر من جمال باشا، الحاكم العسكري لولاية سورية، حيث ترجم ما يزيد عن عشرين قانوناً ونظاماً. وفي عام 1916، عُيّن قائم مقام لقضاء الكورة، وهو القضاء الشمالي من جبل لبنان المجاور لمدينة طرابلس، ثم عُيّن قائم مقام لقضاء البترون، القضاء الشمالي المتاخم لمتصرفية طرابلس.

## الوظائف السياسية
بانتهاء الحرب العالمية الأولى وسقوط الحكم العثماني في دمشق بايع يوسف الحكيم الأمير فيصل بن الحسين حاكماً عربياً على سوريا، ورشّح نفسه للانتخابات البرلمانية الأولى في البلاد، ليصبح عضواً في المؤتمر السوري العام الذي توج فيصل ملكاً على سوريا يوم 8 آذار 1920. وفي أول جلسة للمؤتمر، انتخب يوسف الحكيم نائباً للرئيس.
في 9 آذار 1920 عهد الملك فيصل إلى رضا باشا الركابي بتأليف وزارة جديدة وتمت تسمية يوسف الحكيم وزيراً للأمور النافعة (وزارة التجارة والزراعة والأشغال العامة) وبقي في المنصب لثلاث وزارات متعاقبة من رضا الركابي إلى هاشم الأتاسي وصولاً إلى وزارة علاء الدين الدروبي التي شُكلت على عجل عقب هزيمة الجيش السوري في معركة ميسلون يوم 24 تموز 1920. إبان الاحتلال الفرنسي لسوريا وخلع الملك فيصل عن عرش الشام عين يوسف الحكيم نائباً عاماً لوزارة العدل بمدينة اللاذقية ثم رئيسا أولاً لمحكمة التمييز بدولة الاتحاد السوري سنة 1923. وخلال الثورة السورية الكبرى، سُمّي يوسف الحكيم وزيراً للعدلية في حكومة الداماد أحمد نامي من 2 أيار 1926 وحتى شباط 1928، عاد بعدهاإلى محكمة التمييز رئيساً أولاً لفترةٍ قصيرةٍ، ثم رئيساً ثانياً بعد تعيين تاج الدين الحسيني رئيس الوزارة لمصطفى برمدا رئيساً أولاً لها حتى عام 1943، ثم عاد ليعين رئيساً أولاً إلى عام 1948.

 وعندها تفرغ لكتابة مذكراته التي أنهى منها أربعة أجزاء: سوريا والعهد العثماني، بيروت ولبنان في عهد آل عثمان، سوريا والعهد الفيصلي، سوريا والانتداب الفرنسي. طبعت جميعها في لبنان عن طريق دار النهار.

## الوفاة
توفي يوسف الحكيم في دمشق عام 1979.